# 18 Delphini b
18 Delphini b (en abrégé 18 Del b), aussi nommée Arion, est une planète extrasolaire (exoplanète) confirmée en orbite autour de l'étoile 18 Delphini, une géante jaune située à une distance d'environ ∼ 249 a.l. (∼ 76,3 pc) du Soleil dans la constellation boréale du Dauphin. Il s'agirait d'une super-Jupiter.